# Joan IV Crispo
Joan IV Crispo, nascut el 1517, era fill de Francesc III Crispo. Fou el vintè duc de Naxos i de l'Arxipèlag, baró d'Astrogidis, senyor de Milos, de Santorí, Delos, Siros, Astipàlea, i consenyor d'Amorgos. Va ser proclamat duc el 1517 i va succeir formalment al seu pare el 1518 quan aquest va morir.
Es va casar amb Adriana, filla de Nicolo II Gozzadini, senyor de Sifnos i Kitnos.
El 1544 fou deposat pels venecians i el seu parent Antoni Crispo nomenat governador. Deu anys després va ser restablert.
Va morir el 1564 i va deixar dues filles i dos fills. Les filles foren: Caterina (morta el 1534) casada amb Nicolo III Gozzadini, senyor de Sifnos i Kitnos (mort el 1579); i Tadea casada amb Joan Francesc Sommaripa, senyor d'Andros (mort després de la pèrdua d'Andros el 1566). El dos fills foren Francesc IV Crispo (hereu associat al govern, premort) i Jaume IV crispo.